# Força Aérea Imperial de Manchukuo
A Força Aérea Imperial de Manchukuo (chinês simplificado: 飛行隊, pinyin: Fēixíng Duì; em japonês:  大満州帝国空軍, transl. Dai Manshū Teikoku Kūgun) era a força aérea de Manchukuo, um estado-fantoche do Império do Japão. A antecessora da Força Aérea foi a Companhia de Transporte Aéreo Manchukuo (mais tarde renomeada como Companhia Aérea Nacional de Manchukuo), uma companhia aérea paramilitar formada em 1931, que realizava missões de transporte e reconhecimento para os militares japoneses.

## História
Desde a criação do estado em 1932, uma companhia aérea chamada Manchukuo Paramilitary Airline operava como uma frota de transportes, composta principalmente por aeronaves de passageiros. A única ação militar que viu foi fornecer apoio ao Exército da Mongólia Interior durante a Campanha Suiyuan em 1936. Um "batalhão de voluntários independente" que incluía treze aviões ajudou as tropas da Mongólia Interior em sua tentativa de expulsar os nacionalistas da província de Suiyuan. A Força Aérea Manchukuo oficial não foi estabelecida até fevereiro de 1937, quando trinta voluntários do Exército Imperial Manchukuo foram enviados a Harbin para treinamento. Inicialmente, os comandantes do Exército Kwantung não confiavam nos Manchukuoans o suficiente para lhes dar uma arma aérea independente e a primeira força aérea consistia principalmente de pilotos japoneses. 
Começando com apenas um Nieuport-Delage NiD 29, a primeira unidade aérea foi baseada em Xinjin (Changchun). Eles logo foram expandidos com a adição de caças Nakajima Army Type 91 e bombardeiros leves Kawasaki Type 88. Uma segunda unidade aérea foi formada em Fengtian e uma terceira em Harbin entre 1938-39, e em julho de 1940 um quartel-general da Defesa Aérea Manchukuo foi estabelecido em Xinjing. Naquela época, os japoneses finalmente decidiram dar ao estado sua própria força aérea com pilotos Manchukuoan e aeronaves mais modernas. Uma escola de aviação foi aberta em Mukden para pilotos militares e civis como parte deste esforço. Este programa sofreu um grande revés quando cem pilotos Manchukuoan se rebelaram e tentaram juntar-se à guerrilha após assassinarem os seus instrutores japoneses. Mesmo assim, o projeto de criação de uma força aérea para Manchukuo continuou. Três esquadrões de caça foram formados por cadetes em 1942. 
Na década de 1940, a Força Aérea Manchukuo foi bastante expandida com um influxo de novos treinadores, transportes e seus primeiros caças. Estes últimos eram caças Nakajima Ki-27 apresentados no Dia da Aviação, 20 de setembro de 1942. Os treinadores incluíam Tachikawa Ki-9 e Tachikawa Ki-55, enquanto alguns transportes Mitsubishi Ki-57 também foram fornecidos. O único bombardeiro que possuía era fornecido pelos bombardeiros leves Kawasaki Ki-32. O dinheiro para pagar essas embarcações foi doado por empresas locais em Manchukuo com "incentivo" japonês. Eles também receberam Nakajima Ki-43 em 1945 para ter uma melhor chance de interceptar as Superfortresses B-29 americanas. Os pilotos Manchukuoan receberam o tempo estimado de chegada dos bombardeiros e decolariam cerca de vinte minutos antes da hora marcada, subindo até 7.000 metros para fazer passagens frontais antes que os B-29 saíssem do alcance. Alguns pilotos Manchukuoan também receberam treinamento kamikaze e pelo menos um abateu um B-29 ao colidir com ele um Ki-27. No momento em que a Operação Ofensiva Estratégica da Manchúria foi lançada pelo Exército Vermelho Soviético em agosto de 1945, a Força Aérea Manchukuo havia praticamente deixado de existir, embora tenha havido incidentes isolados de aviões Manchukuoan atacando aeronaves soviéticas. 

## Organização
Três esquadrões de caças foram formados em 1942 a partir de cadetes de escolas de aviação, sendo a força típica de um esquadrão a seguinte: 11 oficiais, 12 a 14 suboficiais e 90 homens alistados. 
A organização da Força Aérea em 1941 era a seguinte: 
- 1ª Unidade Aérea (Xinjing)
- 2ª Unidade Aérea (Fengtian)
- 3ª Unidade Aérea (Harbin)
- Unidade Aérea Independente de Tongliao
- Escola de Voo

### Lista de aeronaves
Existia uma indústria de construção de aeronaves em Manchukuo. Produziu caças Nakajima Ki-27, entre outros, embora a maioria deles tenha ido para os serviços aéreos japoneses, e não para a Força Aérea Manchukuoan. Os Manchukuoans tinham as seguintes aeronaves: 
| Aeronave             | Origem               | Variante             | Em serviço           | Notas                                                                     |
| Aeronaves de Combate | Aeronaves de Combate | Aeronaves de Combate | Aeronaves de Combate | Aeronaves de Combate                                                      |
| -------------------- | -------------------- | -------------------- | -------------------- | ------------------------------------------------------------------------- |
| Nakajima Tipo 91     | Império do Japão     | II                   | 129                  |                                                                           |
| Nakajima Ki-27       | Império do Japão     |                      | 12                   |                                                                           |
| Nakajima Ki-43       | Império do Japão     |                      | 4                    | Entregue em 1945. Variante Ki-43-II Ko.                                   |
| Nakajima LB-2        | Império do Japão     |                      | 1                    | Uma nave experimental convertida da Companhia Aérea Nacional de Manchukuo |
| Kawasaki Ki-32       | Império do Japão     |                      | 1+                   |                                                                           |
| Kawasaki Tipo 88     | Império do Japão     |                      | 230                  |                                                                           |
| Mitsubishi Ki-30     | Império do Japão     |                      | 1+                   |                                                                           |
| Mitsubishi Ki-21     | Império do Japão     |                      | 6                    |                                                                           |
| Gama 2F BXN2         | Estados Unidos       | 2E                   | 25                   |                                                                           |
| Transporte           |                      |                      |                      |                                                                           |
| Tachikawa Ki-54      | Império do Japão     |                      | 1+                   |                                                                           |
| Treinamento          |                      |                      |                      |                                                                           |
| Tachikawa Ki-9       | Império do Japão     |                      | 59                   |                                                                           |
| Tachikawa Ki-55      | Império do Japão     |                      | 1+                   |                                                                           |

### Leitura Adicional
- Green, William (1997). Flying Colors. [S.l.]: Motorbooks International. ISBN 0-7603-1129-3